# Kovářovice
Kovářovice jsou vesnice, část města Pyšely v okrese Benešov. Nachází se asi 3 km na sever od Pyšel. V roce 2009 zde bylo evidováno 54 adres. Kovářovice je také název katastrálního území o rozloze 2,32 km².

## Historie
První písemná zmínka o vesnici pochází z roku 1318.